# Fredonia (Iowa)
Pour les articles homonymes, voir Fredonia.
Fredonia est une ville du  comté de Louisa, en Iowa, aux États-Unis. Elle est incorporée le 30 mai 1874.

## Source de la traduction
- (en) Cet article est partiellement ou en totalité issu de l’article de Wikipédia en anglais intitulé « Fredonia, Iowa » (voir la liste des auteurs).